# Intensity!
Intensity! je drugi studijski album hrvatske rock skupine, The Bambi Molesters, objavljen 1999. godine. 

## Popis pjesama
| 1.    | »Intensity!«                       | Dalibor Pavičić, Dinko Tomljanović | 3:44 |
| 2.    | »The Wedge«                        | Dick Dale                          | 2:40 |
| 3.    | »Central Coast Swing«              | Pavičić, Tomljanović               | 3:00 |
| 4.    | »C Alpha E«                        | Pavičić, Tomljanović               | 2:23 |
| 5.    | »Bikini Machines«                  | Pavičić, Tomljanović               | 2:01 |
| 6.    | »Tempted«                          | Pavičić, Tomljanović               | 3:16 |
| 7.    | »Napuljska Gitara«                 | Tradicionalna                      | 2:19 |
| 8.    | »Avalanche«                        | Pavičić, Tomljanović               | 3:00 |
| 9.    | »Golden Spike«                     | Pavičić, Tomljanović               | 3:12 |
| 10.   | »High Wall«                        | The Wailers                        | 3:11 |
| 11.   | »Chase«                            | Pavičić, Tomljanović               | 2:43 |
| 12.   | »Invasion of the Reverb Snatchers« | Pavičić, Tomljanović               | 3:30 |
| 13.   | »Sweet Spot«                       | Pavičić, Tomljanović               | 3:08 |
| 14.   | »Latinia«                          | Mark Hilder, Tommy Nunes           | 6:35 |
| 44:42 |                                    |                                    |      |

## Produkcija
- Bojan Kotzmuth – producent, inženjer
- The Bambi Molesters – producenti
- Aleksandar Dragaš – izvršni producent
- Ivica Baričević – dizajn
- Mare Milin – dizajn, fotografija

The Bambi Molesters
- Dalibor Pavičić – gitara
- Dinko Tomljanović – gitara
- Lada Furlan – bas-gitara
- Hrvoje Zaborac – bubnjevi